# Armenia (Salwador)
Armenia – miasto w zachodnim Salwadorze, w departamencie Sonsonate, położone przy drodze łączącej stolicę departamentu – miasto Sonsonate - ze stolicą kraju San Salvador. Ludność (2007): 24,0 tys. (miasto), 34,9 tys. (gmina).